# Västerbor
Västerbor är en by i Österfärnebo socken, Sandvikens kommun, Gävleborgs län.
Västerbor är en by med forntida anor. På Högnäsbacken 150 meter nordväst om bron över Norrån, finns ett mindre gravfält. På norra ändan av Korggårdsbacken sydost om byn fanns tidigare tre rösen, nu bortgrävda. Vid grävning har man påträffat "en stenkruka samt svärd och dolkspetsar". Troligen har hela den nu exploaterade moränkullen ursprungligen varit ett gravfält.
I skriftliga handlingar omtalas Västerbor första gången 1538 ('i Vesterbor'). Byn har ursprungligen hört ihop med byn Österbor. 1540-69 omfattar byn 3 mantal skatte.